# Italienpolitik
Als Italienpolitik bezeichnet man die auf Italien ausgerichtete Politik einzelner Herrscher bzw. Staaten. 
In der Mediävistik wird so besonders die Politik der römisch-deutschen Kaiser des Mittelalters bezeichnet, die vor allem auf Reichsitalien gerichtet war. Eine allgemein gültige Italienpolitik der römisch-deutschen Herrscher hat es nie gegeben, wohl aber den Versuch, aus den Reichsrechten (Regalien) Gewinn zu ziehen und die Herrschaft des Kaisers in Italien zur Geltung zu bringen. Meistens, aber nicht immer, war die Italienpolitik mit militärischen Aktionen verbunden. Als Beispiele hierfür siehe auch Friedrich I., Friedrich II. und Heinrich VII. Ein längerer Aufenthalt eines römisch-deutschen Herrschers in Reichsitalien wird als Italienzug bezeichnet, der oft zur Kaiserkrönung diente.